# Paski Wielkie
Paski Wielkie – zlikwidowana ładownia kolejowa w Jeżach na linii kolejowej Pisz – Kolno, w powiecie piskim, w województwie warmińsko-mazurskim, w Polsce.